# Milton Coelho da Graça
Milton Coelho da Graça (Rio de Janeiro, 30 de novembro de 1930 — Rio de Janeiro, 29 de maio de 2021) foi um economista, advogado e jornalista brasileiro. Juca Kfouri começou a carreira com ele, na revista Placar.

## Biografia
Nascido na cidade do Rio de Janeiro no ano de 1930, Milton formou-se no curso de Direito na Faculdade Nacional de Direito vinculada a Universidade Federal do Rio de Janeiro (UFRJ) e em Economia pela Universidade do Estado do Rio de Janeiro (UERJ).
Foi chefe de redação da sucursal do Ultima Hora no Recife e editor-chefe d'O Globo e outros jornais, inclusive os clandestinos Notícias Censuradas e Resistência. Trabalhou também para as revistas Realidade, IstoÉ, Quatro Rodas, Placar e Intervalo, além do portal de internet Comunique-se. Era conhecido pelas suas torcidas pelo Club de Regatas Vasco da Gama e pela escola de samba Império Serrano.
Durante uma passagem pelo Jornal do Commercio, publicou uma reportagem denunciando que o Instituto Brasileiro de Ação Democrática (Ibad), supostamente financiado pelo serviço de inteligência estadunidense e por empresários brasileiros, pagava altas quantias em dinheiro para jornalistas e outros comunicadores para que ajudassem a desestabilizar o mandato de Miguel Arraes, governador de Pernambuco à época.
Logo após o golpe militar de 1964, Milton foi apreendido, torturado e ficou preso por nove meses.

## Morte
Morreu aos noventa anos, na cidade do Rio de Janeiro, vítima da COVID-19, em meio à pandemia de COVID-19 no Brasil.